# Chitose Yagami
Chitose Yagami (jap. 八神 千歳, Yagami Chitose; * 18. Mai 1969 in Nagoya) ist eine japanische Comiczeichnerin.
Bevor sie kommerziell veröffentlichte, zeichnete sie unter dem Namen Chitose Nekogami (猫神 千歳), Magical ¶ Project von 2001 war ihre erste kommerzielle Veröffentlichung. Ihre Werke sind ins Genre Shōjo einzuordnen, Fall in Love Like a Comic! und Caramell Kiss werden auch auf Deutsch veröffentlicht. 

## Werke
- Magical Project (マジカル☆ぷろじぇくと, Majikaru Purojekkuto; 2001)
- KISS Shite ♥ Chō Nōryoku Shōjo (KISSして♥超能力少女; 2002)
- Fall in Love Like a Comic! (まんがみたいな恋したいっ!, Manga Mitai na Koi Shitai!; 2002)
- Nemurenu Yoru no Monogatari (眠れぬ夜の物語; 2002)
- Ikenai Navigation (いけない・ナビゲーション, Ikenai Nabigēshon, 2003)
- Kurumi-tic Miracle (くるみちっく・ミラクル, Kurumichikku Mirakuru; 2003)
- Kiss Kiss (キス・キス, Kisu Kisu; 2004)
- Boku no Platina Lady (ボクのプラチナレディー, Boku no Purachina Redī; 2005)
- Tonari no Hijiri-kun (となりの聖くん; 2006)
- Caramell Kiss (きゃらめる♥キッス, Kyatameru Kissu; 2007)
- Love Pani (ラブぱに, Rabu Pani; seit 2007)
- Onigawara Yokochō Sanchōme (おにがわら横町三丁目; 2008)
- Ore-sama Kingdom (オレ様キングダム, Ore-sama Kingudamu; seit 2009)